# خبرگزاری دولتی ترکمنستان
خبرگزاری دولتی ترکمنستان (انگلیسی: Turkmenistan State News Agency) (مخفف انگلیسی: TDH) به ترکمنی: ( Türkmenistanyň Döwlet habarlar agentligi) ، خبرگزاری رسمی کشور ترکمنستان است.  
تاریخچه این خبرگزاری به آژانس تلگراف ترکمنستان در سال ۱۹۲۴ باز می گردد. 
این خبرگزاری تنها خبرگزاری رسمی ترکمنستان است. 